# Мікаель Жаррель
Мікаель Жаррель (фр. Michael Jarrell; нар. 8 жовтня 1958) — швейцарський композитор.

## Біографія
Народився у Женеві. Вчився у Женевській консерваторії, пізніше в Тенглвудському музичному центрі (США), потім у Фрайбурзькій Вищій школі музики у Клауса Губера. В 1986—1988 роках — стипендіат в паризькому Cité des Arts, займався комп'ютерною музикою в IRCAM. В 1988—1989 роках — стипендіат на Віллі Медічі, а потім — у Швейцарському інституті в Римі, в 1991—1993 роках — гість Ліонького оркестру. Пізніше викладав у Відні, працював у Люцерні, Женеві та інших містах.
Твори Жарреля виконували Ensemble Intercontemporain під орудою Петера Етвеша, Оркестр романської Швейцарії під орудою Хайнца Гайнц та ін.
На думку російського музичного критика Ф. Софронова, «його твори можна розглядати як енциклопедію прийомів і виражальних засобів музичного авангарду, втім, не самодостатніх: відчуття цілого у нього разючу, рідкісне для представника цієї школи, гостро-експресіоністичний зміст — відкритий».

## Визнання
В 1990 році у Жаррель став першим володарем спеціального композиторського гранту, заснованого Фондом Ернеста Сіменса. Премія Бетховена (1986), премія Гаудеамус (1988). Кавалер Ордена мистецтв і літератури (2001).